# William FitzAlan, XVI conte di Arundel
William FitzAlan (Arundel, 23 novembre 1417 – Arundel, 1487) è stato un nobile inglese.

## Biografia

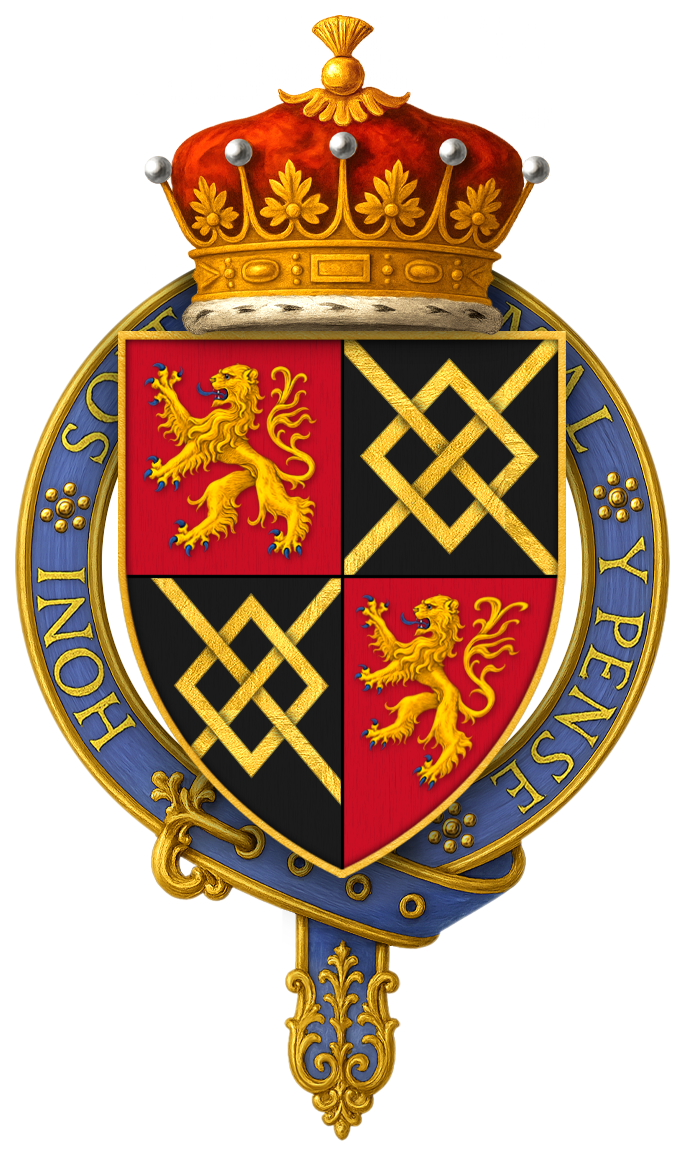
Stemma di Sir William FitzAlan, XVI conte di Arundel

Era figlio di John FitzAlan, XIII conte di Arundel e di Eleanor Berkeley.
Suo fratello maggiore John divenne conte di Arundel alla morte di loro padre e quando anch'egli morì nel 1435 lasciò il titolo al figlio di sei anni Humphrey. Il bambino visse solo per altri tre anni lasciando a sua volta il titolo allo zio William nel 1438.
William riuscì ad ottenere la mano di Joan Neville, figlia di Richard Neville, XV conte di Salisbury e di Alice Montagu, che sposò intorno al 1438. Da parte di madre, Joan discendeva dai Lancaster.
William e Joan ebbero sei figli:
- Thomas FitzAlan, XVII conte di Arundel (1450–1524).
- William FitzAlan.
- George FitzAlan.
- John FitzAlan.
- Mary FitzAlan.
- Thomas FitzAlan.

William prese parte alla seconda battaglia di St Albans il 22 febbraio 1461 come sostenitore della casa di York, le cui truppe erano comandate da suo cognato Richard Neville, XVI conte di Warwick.
Edoardo IV d'Inghilterra creò William cavaliere dell'ordine della giarrettiera nel 1471, in seguito alla fedeltà mostrata in battaglia.
Venne inoltre fatto Lord guardiano dei cinque porti nel 1471 e dal 1483 al 1488.
Morì nel 1438 ad Arundel ed ivi sepolto.

## Ascendenza
|                                        |                                         |                                                 | Genitori                                      |  |  | Nonni |  |  | Bisnonni                        |  |  | Trisnonni                            |  |
|                                        |                                         |                                                 |                                               |  |  |       |  |  | John FitzAlan, I barone Arundel |  |  | Richard FitzAlan, X conte di Arundel |  |
|                                        |                                         |                                                 |                                               |  |  |       |  |  | John FitzAlan, I barone Arundel |  |  | Richard FitzAlan, X conte di Arundel |  |
|                                        |                                         | Eleanor di Lancaster                            |                                               |  |  |       |  |  | John FitzAlan, I barone Arundel |  |  |                                      |  |
| John FitzAlan, II barone Arundel       |                                         |                                                 |                                               |  |  |       |  |  | John FitzAlan, I barone Arundel |  |  |                                      |  |
|                                        |                                         | Eleanor Maltravers, II baronessa Maltravers     | John Mautravers                               |  |  |       |  |  |                                 |  |  |                                      |  |
|                                        |                                         | Eleanor Maltravers, II baronessa Maltravers     | John Mautravers                               |  |  |       |  |  |                                 |  |  |                                      |  |
|                                        |                                         | Eleanor Maltravers, II baronessa Maltravers     | Gwenthlian                                    |  |  |       |  |  |                                 |  |  |                                      |  |
| John FitzAlan, XIII conte di Arundel   |                                         | Eleanor Maltravers, II baronessa Maltravers     |                                               |  |  |       |  |  |                                 |  |  |                                      |  |
|                                        |                                         | Edward le Despencer, I barone le Despencer      | Edward le Despenser                           |  |  |       |  |  |                                 |  |  |                                      |  |
|                                        |                                         | Edward le Despencer, I barone le Despencer      | Edward le Despenser                           |  |  |       |  |  |                                 |  |  |                                      |  |
|                                        |                                         | Edward le Despencer, I barone le Despencer      | Anne de Ferrers                               |  |  |       |  |  |                                 |  |  |                                      |  |
| Elizabeth le Despenser                 |                                         | Edward le Despencer, I barone le Despencer      |                                               |  |  |       |  |  |                                 |  |  |                                      |  |
|                                        |                                         | Elizabeth de Burghersh, III baronessa Burghersh | Bartholomew de Burghersh, II barone Burghersh |  |  |       |  |  |                                 |  |  |                                      |  |
|                                        |                                         | Elizabeth de Burghersh, III baronessa Burghersh | Bartholomew de Burghersh, II barone Burghersh |  |  |       |  |  |                                 |  |  |                                      |  |
|                                        |                                         | Elizabeth de Burghersh, III baronessa Burghersh | Cecily de Weyland                             |  |  |       |  |  |                                 |  |  |                                      |  |
| William FitzAlan, XVI conte di Arundel |                                         | Elizabeth de Burghersh, III baronessa Burghersh |                                               |  |  |       |  |  |                                 |  |  |                                      |  |
|                                        | Thomas de Berkeley, III barone Berkeley | Maurice de Berkeley, II barone Berkeley         |                                               |  |  |       |  |  |                                 |  |  |                                      |  |
|                                        | Thomas de Berkeley, III barone Berkeley | Maurice de Berkeley, II barone Berkeley         |                                               |  |  |       |  |  |                                 |  |  |                                      |  |
|                                        | Thomas de Berkeley, III barone Berkeley | Eve la Zouche                                   |                                               |  |  |       |  |  |                                 |  |  |                                      |  |
| John Berkeley                          | Thomas de Berkeley, III barone Berkeley |                                                 |                                               |  |  |       |  |  |                                 |  |  |                                      |  |
|                                        |                                         | Katherine de Clevedon                           | John de Clivedon                              |  |  |       |  |  |                                 |  |  |                                      |  |
|                                        |                                         | Katherine de Clevedon                           | John de Clivedon                              |  |  |       |  |  |                                 |  |  |                                      |  |
|                                        |                                         | Katherine de Clevedon                           | Emma                                          |  |  |       |  |  |                                 |  |  |                                      |  |
| Eleanor Berkeley                       |                                         | Katherine de Clevedon                           |                                               |  |  |       |  |  |                                 |  |  |                                      |  |
|                                        |                                         | John Betteshorne                                | Roger Betteshorne                             |  |  |       |  |  |                                 |  |  |                                      |  |
|                                        |                                         | John Betteshorne                                | Roger Betteshorne                             |  |  |       |  |  |                                 |  |  |                                      |  |
|                                        |                                         | John Betteshorne                                | Margaret                                      |  |  |       |  |  |                                 |  |  |                                      |  |
| Elizabeth Betteshorne                  |                                         | John Betteshorne                                |                                               |  |  |       |  |  |                                 |  |  |                                      |  |
|                                        |                                         | Gouda de Cornailles                             | John de Cornailles                            |  |  |       |  |  |                                 |  |  |                                      |  |
|                                        |                                         | Gouda de Cornailles                             | John de Cornailles                            |  |  |       |  |  |                                 |  |  |                                      |  |
|                                        |                                         | Gouda de Cornailles                             | Isabel                                        |  |  |       |  |  |                                 |  |  |                                      |  |
|                                        |                                         | Gouda de Cornailles                             |                                               |  |  |       |  |  |                                 |  |  |                                      |  |